# Paňovce
Paňovce (Hongaars: Pány) is een Slowaakse gemeente in de regio Košice, en maakt deel uit van het district Košice-okolie.
Paňovce telt 581 inwoners.